# バルス (ダンス)
バルス（スペイン語: Vals）とはアルゼンチンのタンゴのスタイルであり、ワルツのタンゴバージョンである。アルゼンチン・タンゴやミロンガとは違い、バルスに停止旋回は存在しない。バルスは連続運動で踊られる。
バルス・クリオーリョとして知られるペルーのワルツと混同しないこと。